# 누쿠시나촌
누쿠시나촌(温品村)은 히로시마현 아키군에 있던 촌이다. 현재의 히로시마시 히가시구에 해당한다.

## 역사
- 1889년 4월 1일 - 정촌제 시행에 의해 아키군 누쿠시나촌이 단독으로 촌제를 새행해 누쿠시나촌이 성립하였다.
- 1945년 -  히로시마 원폭 투하후 많은 피난민들이 피난을 떠났고, 이전 피난민을 포함해 인구가 거의 두 배로 늘어났다.
- 1956년 3월 31일 - 아사군 후쿠키촌과 합병, 아키군 아키정이 설치해 폐지되었다.

## 참고문헌
- 가도카와 일본 지명 대사전 34 広島県
- 『市町村名変遷辞典』東京堂出版、1990年。